# 호세 다니엘 발렌시아
호세 다니엘 발렌시아(스페인어: José Daniel Valencia, 1955년 10월 3일 ~ )는 은퇴한 아르헨티나의 축구 선수이다. 포지션은 미드필더였다. 1978년 FIFA 월드컵의 우승 멤버이다.
발렌시아는 1973년 힘나시아 후후이에서 데뷔했다. 그러나 곧 타예레스로 이적했고 경력의 대부분을 보냈다. 1986년에는 에콰도르의 LDU 데 포르토비에호로 1년 임대갔었다. 1988년 3부 리그의 과라니 안토니오 프랑코 데 포사다스로 이적했고, 1989년 다시 1부리그로 돌아와 로사리오 센트랄에서 뛰었다. 1989년 볼리비아의 클루브 호르헤 윌스테르만에서 뛰다가 1991년 클루브 산호세로 이적해 그곳에서 은퇴했다.
그는 아르헨티나 축구 국가대표팀의 일원으로서 활약하기도 했는데, 41경기에 나와 5골을 넣었다.